# カンフーくん
『カンフーくん』は、2008年3月29日に公開された日本映画。監督・VFXは小田一生、主演は張壮（チャン・チュワン）と泉ピン子。劇場でのキャッチコピーは、「燃えよ"ちっちゃな"ドラゴン!!」「この強さハンパじゃねー!!!」。撮影は、都内のシーンとともに、実際に中国河南省にある嵩山少林寺でも行われている。

## 登場人物・キャスト
カンフーくん - 張壮（チャン・チュワン）
少林寺の修行僧の少年。わずか7歳にして少林寺三十六房の修行を三十五房まで達成し、最後の試練として日本にいる敵を倒すことを師匠ピン・コーに命じられ、彼の秘術によって日本に飛ばされる。腕の鈴はその「敵」が近くにいると反応し、音を鳴らす。また、この鈴は間違った相手と戦うとカンフーくんにおしおきをする。テレビアニメのケロロ軍曹がお気に入り。
なお、カンフーくんとは渾名ではなく本名である。

### 中華料理店「ニュー幸楽」
泉ちゃん - 泉ピン子
中華料理店「ニュー幸楽」を営む太極拳の達人。
レイコちゃん - 藤本七海
泉の孫娘。小学6年生。祖母が連れてきたカンフーくんを「カンフーくん」と名付け、弟にする。

### レイコちゃんの同級生
イケメンくん - 藤田ライアン

川崎さゆり - 矢口真里
通称さゆりっぺ、ギャル系。実は文部省潜入捜査官。
モミアゲくん - 佐藤和也

ボスバーガー - 長内大祐
ガキ大将。
通訳くん1・2 - 蒲地竜也、松田昂大
カンフーくんと他の人々の通訳をする。

### ブラックゲーム社（黒文部省）
表向きはゲーム会社「ブラックゲーム社」だが、その正体は日本中をゆとり教育漬けにして残り一部のエリート層による日本支配をもくろむ組織「黒文部省」。
黒文部大臣（くろもんべ ひろおみ） - 西村雅彦
黒文部省の総帥で物語の敵役。カンフーの達人。
黒校長 - 笹野高史
レイコちゃんが通う学校の校長。
黒女教師 - 佐田真由美
黒文部の側近で、レイコちゃんの通う学校に送り込まれる。
風神 - 桜塚やっくん
嵐の三匹の一人。
雷神 - 金剛地武志
嵐の三匹の一人。
龍神 - 武田真治
嵐の三匹の一人。

### その他
- CMタレント：古田新太（友情出演）
- 優香先生：佐藤めぐみ
- 回転寿司の店員：上野樹里（友情出演）
- ボスバーガーの父：堤下敦（インパルス）
- レイコのおじいちゃん：伊武雅刀
- 文部省潜入捜査課課長：川平慈英
- 清水優哉

## スタッフ
- 監督・VFX：小田一生
- エグゼクティブプロデューサー：中川滋弘
- 脚本：大地丙太郎
- 原案：山岸きくみ
- 撮影：谷川創平
- 音楽プロデューサー：古川ヒロシ
- 音楽：大坪直樹
- アクション監督：谷垣健治
- 製作委員会：セディックインターナショナル、角川映画、セディックドゥ
- 製作プロダクション：セディックインターナショナル
- 制作協力：セディックドゥ、ナイス・デー、プラスミック・シーエフピー
- 配給：角川映画
- エンディングテーマ：吉祥三宝（中国語版）（歌：吉祥三宝）

## 主な出品歴・受賞歴
- 第20回東京国際映画祭特別招待作品（ワールドプレミア）
- 第58回ベルリン国際映画祭正式招待作品（ジェネレーション部門）
  - メイン館を含む6回の公式上映、すべての回がソールドアウト。
- 第5回インドネシア国際児童映画祭正式招待作品
  - 唯一の長編劇映画の賞である観客賞（グランプリ）を受賞。
- 第4回ロンドン国際児童映画祭正式招待作品
- 第46回ジホン若者向け国際映画祭正式招待作品
- 第28回ルイヴィトン・ハワイ国際映画祭正式招待作品

## 評価
「Weeklyぴあ」2008年3月29日公開、映画満足度ランキング1位。
RHYMESTERの宇多丸は自身の番組『ウィークエンドシャッフル』の映画批評コーナー「ザ・シネマハスラー」において本作を酷評した。まず、カンフー映画特有の編集など無い生身の格闘シーンなどが冒頭を除けば一切なく、主人公のカンフーくんはただポーズを取るだけであり、これはカンフー映画でなく、作風としては日常に異物が入り込む子供向け作品として『忍者ハットリくん』に近いとする。その上で、それぞれのセリフや場面が支離滅裂でほとんど意味をなしていないこと、登場人物たちが主人公のカンフーくんをペット扱いしていることなどを問題点として挙げる。普通であればありえない、おかしな展開にもかかわらず、カンフーくんが「キャ～ワウィィ～！（可愛い！）」とペット扱いされることでうやむやにされ物語が進行すると指摘する。また、元になったであろうカンフー映画の古典『少林寺三十六房』に由来する「三十六房」の設定についても、基本的なところで致命的な間違いを犯しており、「カンフー映画にもキッズムービーにも理解もなければ愛情もない」「こんな脚本を書いた人は国家の体制によっては銃殺ですよ」と評した。本作の批評は「ザ・シネマハスラー」の第1回目であったが、コーナーが人気を博して後に書籍化された際の振り返りにおいても、「今もって『カンフーくん』は、シネマハスラーにおける「あらゆる意味でダメな作品」の代名詞であり、最低基準であり、ある種の金字塔であり続けているのです」と記している。同コーナーで2008年に評論した全映画の順位付けにおいては、38作品中37位だった（最下位は『少林少女』）。
前田有一は自身のサイト「超映画批評」にて100点満点中20点としている。泉ピン子や矢口真里といった特徴的なキャストを使ったり、予算規模に比して面白くなる要素が奇跡的といえるほど多数集まっていると評しつつ、実際にそれらが活かされることないユーモアのセンスがない作品だと指摘した。「子供向け健全番組にしようとするあまり、中途半端に優等生的な作風としたのが間違いで、結果的にとてつもない大爆笑を生み出す金の卵を腐らせてしまった」とまとめた。